# 寺庄乡 (南乐县)
寺庄乡，是中华人民共和国河南省濮阳市南乐县下辖的一个乡镇级行政单位。

## 行政区划
寺庄乡下辖以下地区：
东寺庄村、西寺庄村、前郭村、后郭村、邱辛店村、王洪店村、岳村集村、郭徐岳村、苏岳村、李岳村、赵岳村、豆村、古念村、利固村、张浮丘村、南渠头庄村、晁村、减场店村、吴家拐村、北渠头庄村、小翟村、南丈村、大北张村和小北张村。